# Тейер, Тиффани
Ти́ффани Тейер (англ. Tiffany Ellsworth Thayer; 1 марта 1902, Фрипорт, Иллинойс — 23 августа 1959, Нантакет, Массачусетс) — американский актёр и мистик, создатель «Фортовского общества».

## Биография
Родился в Фрипорт (штат Иллинойс), в 15 лет ушёл из школы, работал актёром, репортёром и продавцом-консультантом в Чикаго, Детройте и Кливленде. В 16 лет сыграл в драме о гражданской войне в США «The Coward». В 1924 году впервые познакомился с Чарльзом Фортом. В 1926 году переехал в Нью-Йорк.
В 1931 году соосновал «Фортовское общество» для пропаганды и переиздания сочинений Форта. Первым президентом общества был Теодор Драйзер, помогавший Форту в публикации его книг. Одними из первых участников были Бут Таркингтон, Бен Хект, Александр Вулкотт и Генри Луис Менкен. Первые 6 выпусков журнала «Fortean Society Magazine» редактировали все члены общества, позже Тэйр установил контроль на изданием и запретил другим участникам использовать название журнала.
Во время Второй мировой войны писал колонки о ходе военных действий. После отказа Гарри Дэвиса от американского гражданства поддержал и включил его в почётные члены общества. Написал несколько романов, один из них, бестселлер «Тринадцать женщин» был экранизирован студией RKO Pictures. Его романы также включали в себя элементы фэнтези и научной фантастики. Журнал  «Fortean Society Magazine» публиковался вплоть до смерти Тейера (в 1959 году) в Нантакет, штат Массачусетс.

## Критика
Писательница Дороти Паркер в рецензии для «Нью-Йоркер» на роман Американская девочка написала «Он [Тэйр], писатель власти, и его сила заключается в его способности сделать секс настолько тщательно, графически и агрессивно непривлекательным». Скотт Фицджеральд назвал роман «любопытным». Уильям Тенн описал роман «Доктор Арнольди» как «абсолютно увлекательную — и.... отвратительную вещь».

## Фильмография
Сценарист
- 1966 — Слава, это название игры[англ.]
- 1949 — Чикагский предел